# Fille
Pour les articles homonymes, voir Fille (homonymie).
Cet article concerne l'être humain de sexe féminin pas encore adulte. Pour le lien de parenté, voir Fille (parenté).

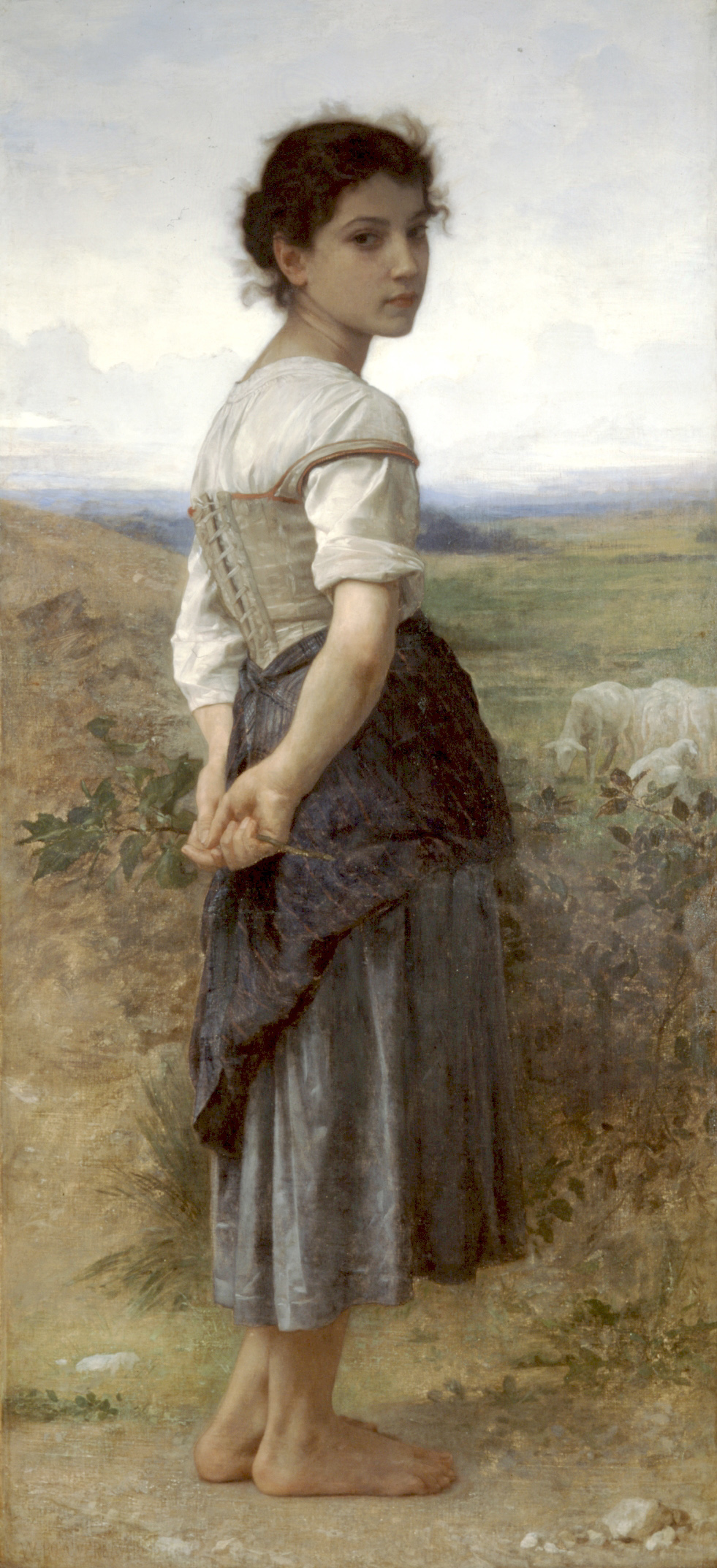
La Jeune Bergère, par William Bouguereau, en 1885.

Fille est un terme polysémique désignant un jeune être humain de sexe ou de genre féminin n'ayant pas encore atteint le statut de femme. L'appellation de « fille » résulte, selon les époques et les sociétés, de l'âge ou de l'état non-marital.

## Biologie

### Puberté
Chez la fille, la puberté commence généralement entre 9 et 12 ans pour durer environ trois ans. Pendant cette période, la taille de l'individu augmente d'environ 8 cm par an, entre les phases II et IV de l'échelle de Tanner. Les seins, la vulve ainsi que la pilosité — notamment au niveau des aisselles et des futurs poils pubiens — se développent. C'est aussi à la puberté que les premières menstruations (règles) apparaissent. Enfin, la voix de la jeune fille mue d'environ une tierce plus grave que sa voix d'enfant.

## Significations et appellations
La définition de ce qu'est une fille varie  selon les époques et les sociétés. Alors qu'initialement, en France, une fille était une personne non mariée — par opposition à la femme —, ce mot ne désigne plus à l'heure actuelle que les très jeunes filles prépubères (ou petites filles), les adolescentes et les très jeunes femmes. Il reste en vigueur dans l'expression péjorative de « vieille fille », qui désigne une femme non mariée. Biologiquement, une jeune fille est appelée « femme » à partir de la fin de sa puberté.   

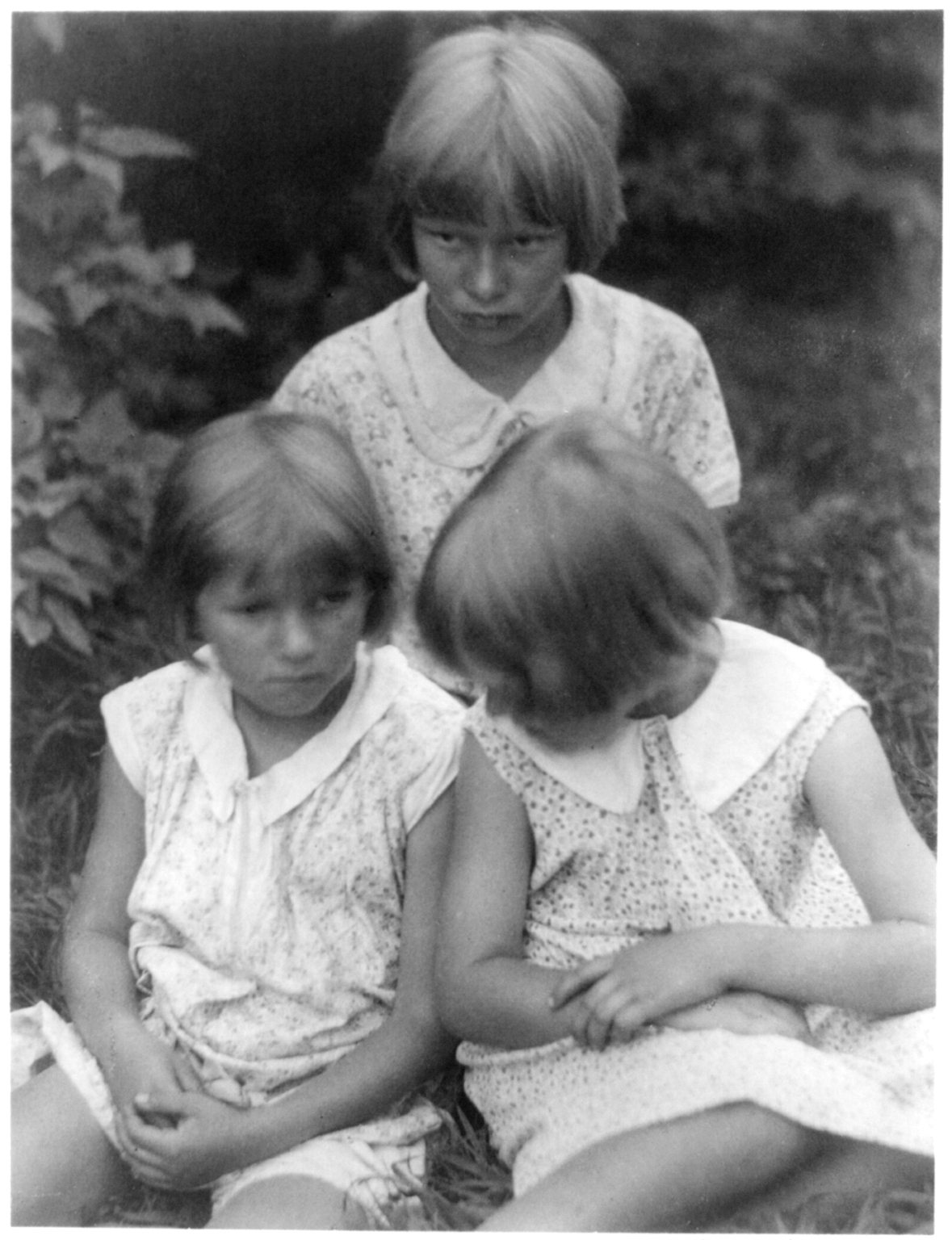
Trois petites filles, par Doris Ulmann.
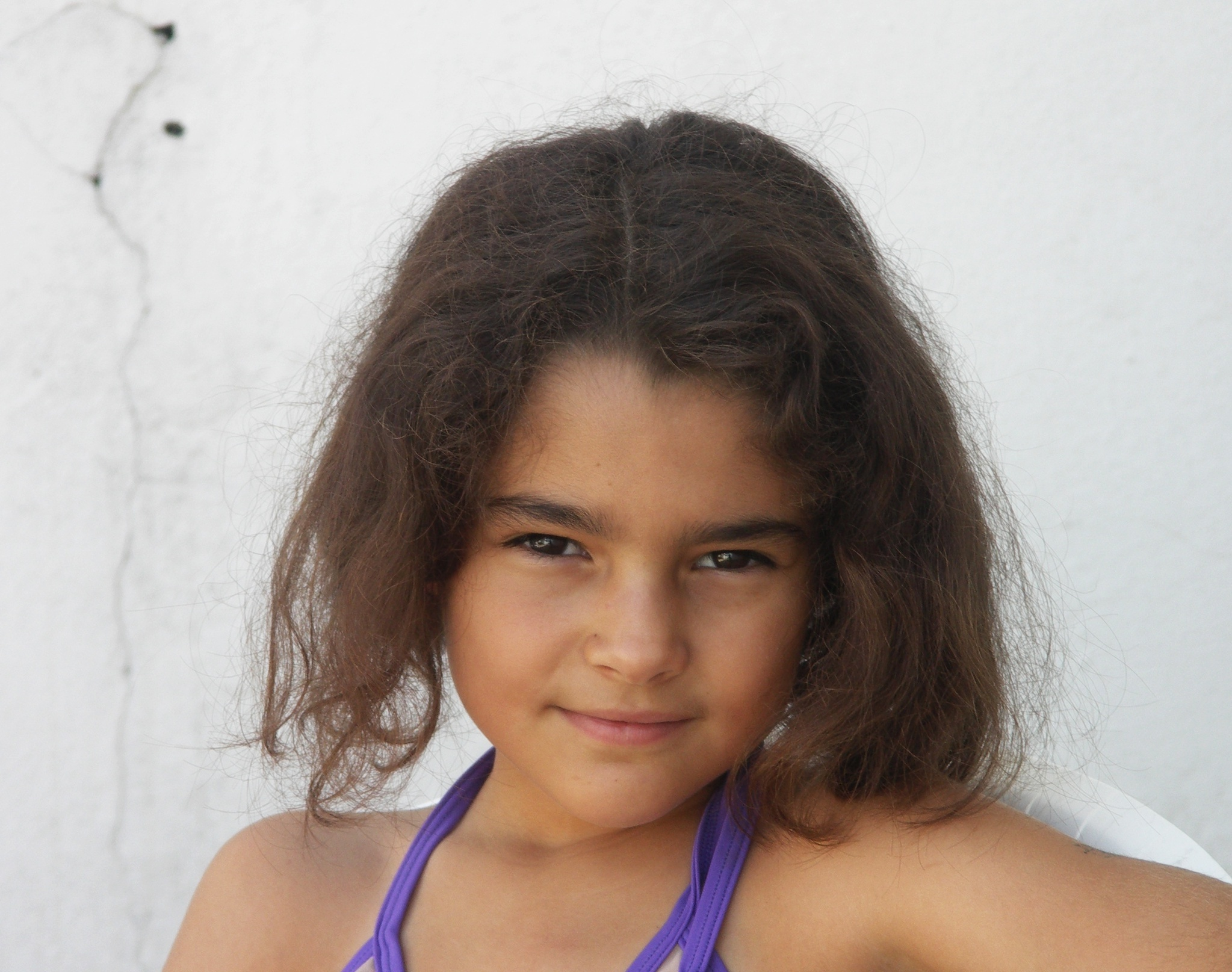
Portrait d'une fille de huit ans.
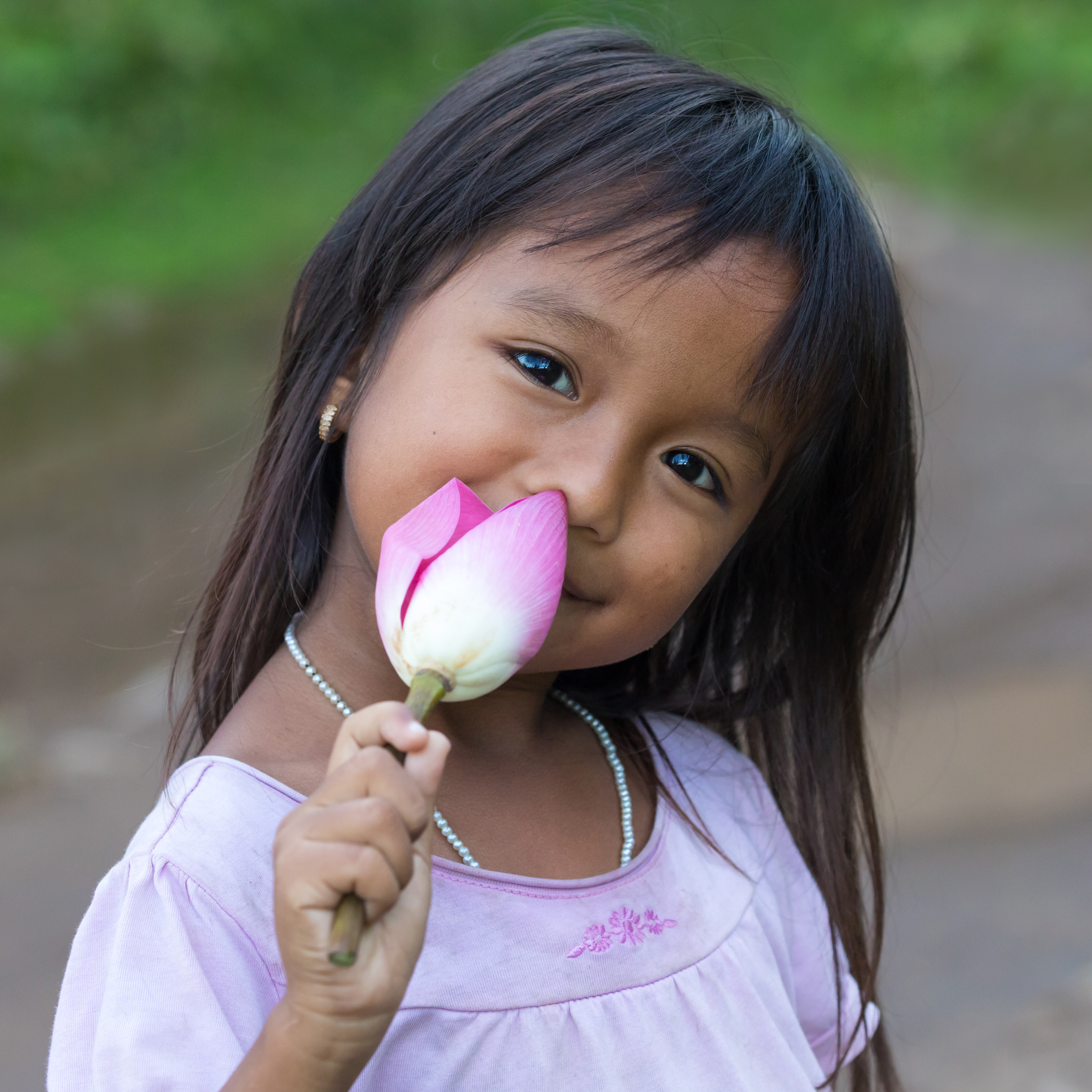
Fillette laotienne souriante fixant l'observateur, la tête inclinée vers la gauche et tenant un bourgeon de fleur de lotus dans sa main droite.

## Civilité
Dans plusieurs langues du monde, il existe un terme spécifique destiné à appeler les jeunes filles : « mademoiselle » en français, « Fräulein » en allemand, « Miss » en anglais, « Hanimefendi » en turc, « agasshi » en coréen, « انستي [ânissatî] » en arabe, « お嬢さん [ojōsan] » en japonais…

## Culture et rôles des genres
Le terme « Fille », évoluant dans un contexte socioculturel, désigne également un jeune être humain de genre féminin n'ayant pas encore atteint le statut de femme. Les facteurs biologiques ne sont pas, dans certaines circonstances, des déterminants suffisants pour savoir si une jeune personne se considère — ou est considérée — comme une fille. Les personnes intersexes, qui ont des caractéristiques physiques ou génétiques jugées mixtes ou atypiques, peuvent utiliser d'autres critères pour établir une détermination claire. Il existe ainsi, par exemple, des filles trans*, qui présentent des caractéristiques physiques dites « masculines », mais qui s'identifient comme des filles. Il existe, suivant les pays et les cultures, différentes définitions sociales, juridiques et individuelles en ce qui concerne ces questions.

## Littérature et œuvres de fiction
La jeune fille est une figure chez certains auteurs comme Proust, Baudelaire, Montherlant ou encore Nabokov qui la représente avec ambiguïté (entre l'angélisme, la naïveté et/ou l'innocence, et l'ingénue perverse - voire la nymphette dans Lolita). Elle joue souvent un rôle naïf dans les contes de fée.
Les filles peuvent parcourir des voyages initiatiques (Les Aventures d'Alice au pays des merveilles), mais le combat a peu de chances de faire partie des épreuves, contrairement aux voyages des garçons[réf. souhaitée].
Dans la plupart des œuvres de fiction, la bienséance a longtemps fait des filles des personnes incapables de se défendre. Dans les années 1960, les comics proposaient des héroïnes filles, mais elles ne devaient pas se battre physiquement (leurs pouvoirs leur permettant de se battre à distance, à l'image de Jean Grey et la fille invisible). Plus récemment, les filles se sont mises à se battre physiquement (par exemple, dans la série télévisée Cobra Kai).
- Marcel Proust : À la recherche du temps perdu
- Henry de Montherlant : Les Jeunes Filles
- Vladimir Nabokov : Lolita
- Tiqqun : Premiers matériaux pour une théorie de la Jeune-Fille, in Tiqqun - Exercices de Métaphysique Critique, 162 p., 1999[5]